# Trigonospilus hopkinsi
Trigonospilus hopkinsi är en stekelart som beskrevs av William Harris Ashmead 1900. Trigonospilus hopkinsi ingår i släktet Trigonospilus och familjen bracksteklar. Inga underarter finns listade i Catalogue of Life.